# Ein Julitag
Ein Julitag ist Hans Werner Richters letzter Roman, erschien 1982 und kann sowohl als Liebes- als auch Exilroman verstanden werden.

## Inhalt
Christian befindet sich auf der Beerdigung seines Bruders in Schweden und trifft auf dessen Frau. Christine, wie sie von Christians Bruder genannt wird, ist die ehemalige Freundin Christians und heißt eigentlich Karoline.
Nach der Beerdigung sitzen Christian und Karoline in deren Garten und sinnieren über die vergangene Zeit im Zweiten Weltkrieg, zunächst ihre Kennenlernphase, dann die Zeit in Berlin und später die Flucht und der Aufenthalt in Paris.

## Textanalyse
Der Roman selbst funktioniert auf zwei Zeitebenen, der gemeinsam erinnerten Vergangenheit und der jetzt erlebten Gegenwart. Christian und Karoline bemerken in ihren Gesprächen recht schnell, dass sie verschiedene Leben geführt haben und sie lediglich noch ihre gemeinsame Vergangenheit sowie der Bruder verbinden.
Die Gespräche der Gegenwart führen zwei sich entfremdete Menschen, die sich gegenseitig mit ihrer reflektierten Lebensgeschichte konfrontieren:
Christian:
„Was hat er noch mit dem Mann von damals zu tun, einem Fanatiker, einem, der die Welt nach seinem Muster verändern wollte.“
„…, er hat, es wird ihm in diesem Augenblick bewusst, immer sein eigenes Leben gelebt, seine Existenz als Mittelpunkt, auch für andere.“
Christine / Karoline:
„Es war eine kurze Ehe, sagt sie, es hat nicht einmal zwei Jahre gedauert.“
„…, von einer Zeit, die sie aus ihren Erinnerungen, aus ihrem Leben gestrichen hat, eine Episode, bei der seine Jugendgedichte, ihre Gedichte verloren gegangen sind.“
Dennoch ist von Bitterkeit in diesem Roman nichts zu spüren- vielmehr wird das eigene Leben in die deutsche Geschichte eingeordnet.
Interessant erscheint die unterschiedliche Wahrnehmung der gemeinsamen Zeit der beiden Protagonisten. Für Karoline ist die Reise nach Paris ein Abenteuer, für Christian bedeutet sie Flucht und Exil.
In der Erinnerung erscheint das Exil in Paris umso schrecklicher – so werden im Roman drei Orte gegenüber- und vergleichend dargestellt: Schweden, Berlin, Paris.
Schweden ist das gastfreundliche warme Land, das Philipp, Christians Bruder, freundlich aufgenommen hat, nach dessen Flucht aus der DDR. Berlin dagegen wird zwar zunächst in Christians Erzählungen romantisiert und heroisch dargestellt; die Wirklichkeit jedoch zeigt sich schnell in einer Feindlichkeit zu Zeiten des Nationalsozialismus. Die Razzien sowie die Demonstrationen machen Karoline und Christian zu schaffen, so dass ihnen nur die Flucht nach Paris bleibt. Paris zeigt sich als eine abweisende kalte Stadt für Emigranten. Diese finden keinen Kontakt zu den Einheimischen und finden sich in der Einsamkeit wieder.
Hans Werner Richters autobiographisch gespeister Roman verarbeitet die eigene Vergangenheit im Exil.